# 无主之地4
《邊緣禁地4》是一款融入動作角色扮演元素的第一人稱射擊遊戲，由Gearbox軟體開發，基于虚幻引擎5制作，并以2K Games为品牌发行。《无主之地4》是繼《无主之地3》的第5部《无主之地》系列游戏主要作品。於2025年9月12日發售。

## 劇情
在《无主之地3》的故事結局中，魔女莉莉絲犧牲自己來阻止潘多拉星的衛星“艾匹斯”（Elpis）與主星發生碰撞，她的魔女力量將艾匹斯傳送到去一個不為人知的星球“凱羅”（Kairos）的軌道上，艾匹斯將隱蔽凱羅星的力場撞破，令該星球出現在銀河的版圖之中。玩家扮演四位寶庫獵人的其中一位，去推翻該星球上獨裁統治者“時域天尊”（Timekeeper）而戰。

## 寶庫猎人

### 薇克絲
職業：魔女

### 拉法
職業：鋼骨士兵

### 阿蒙
職業：鑄造騎士

### 哈蘿
職業：重力術士

## 外部連結
- 官方网站（繁體中文）
- 官方网站（简体中文）
- 官方网站（英文）